# Pierre-André Fernic
Pierre-André Fernic, pseudonyme conjoint d’André Ferran (1891-1953) et de Pierre Daunic sous lequel ces deux auteurs français publient des romans policiers. 

## Biographie
Agrégé de lettres et professeur de lycée à Toulouse, André Ferran publie une édition critique du Salon de 1845 de Charles Baudelaire à Toulouse, aux Éditions de L'Archer, en 1933, qui sera ensuite rééditée à Paris, chez Marcel Didier, en 1947. Il soutient avec succès l'année suivante une thèse sur Charles Baudelaire à l'Université de Paris et obtient son doctorat en lettres. Nommé professeur à la faculté des Lettres de l’Université de Toulouse, il collabore pendant plusieurs années à la parution d’articles littéraires dans La Dépêche du Midi, où il se pose en défenseur du roman policier, donne une version en français moderne de poèmes de François Villon et des éditions critiques de nombreux classiques signés par Voltaire, Alfred de Musset, Stendhal et Henry de Montherlant.
Pierre Daunic, membre du jury du grand prix de littérature policière, rédige plusieurs articles pour Mystère Magazine sur les sources du roman gothique chez Ann Radcliffe, Matthew Gregory Lewis, Charles Robert Maturin et E.T.A. Hoffmann, le récit fantastique chez Fitz-James O'Brien, le mysticisme chez Herman Melville et les débuts du roman policier en France avec des études sur Vidocq, René-Charles Guilbert de Pixerécourt et Émile Gaboriau. Il traduit également du grec ancien un récit d’intrigue policière d’Hérodote, intitulé Le Voleur sans tête, dans le Mystère magazine no 25 de février 1950.
En 1935, André Ferran et Pierre Daunic écrivent en collaboration La Bête aux sept manteaux, un roman policier axé sur la poursuite qui décroche le prix du roman d'aventures.  Ce roman est adapté au cinéma par Jean de Limur en 1937. En 1940, le duo fait paraître La Belle aux sept fourrures dans la collection Émeraude de la Librairie des Champs-Élysées.

## Œuvre

### Romans
- La Bête aux sept manteaux, Paris, Librairie des Champs-Élysées, Le Masque no 180, 1935
- La Belle aux sept fourrures, Paris, Librairie des Champs-Élysées, Série Émeraude no 24, 1940

### Autres publications d'André Ferran seul
- Peupliers, et autres pièces de théâtre, Toulouse, Frères Douladoure, 1927
- L'Esthétique chez Baudelaire, Paris, Hachette, 1933 (Thèse de doctorat)

## Adaptation cinématographique
- 1937 : La Bête aux sept manteaux (aussi titré L'Homme à la cagoule noire), film français de Jean de Limur, avec Jules Berry, Jacques Maury et Meg Lemonnier.

## Prix et distinctions
- Prix du roman d'aventures 1935 décerné à La Bête aux sept manteaux

## Sources
- Jacques Baudou et Jean-Jacques Schleret, Le Vrai Visage du Masque, vol. 1, Paris, Futuropolis, 1984, 476 p. (OCLC 311506692), p. 191-192.